# Laguna San Antonio
La laguna San Antonio es una laguna amazónica de Bolivia situada en el centro-sur del departamento del Beni, en la provincia de Moxos, se encuentra a una altitud de 205 m s. n. m. Tiene unas dimensiones de 7 kilómetros de largo por 5,5 kilómetros de ancho máximo y una superficie exacta de 26 km².
La laguna tiene un perímetro costero de 23 kilómetros.
- Datos: Q502184